# Arta mesopotamiană
Arta mesopotamiană este marcată de o perioadă de progres și prosperitate în cadrul lumii antice.
În arhitectură, ca material de construcție, se utiliza cărămida nearsă.
Ceea ce i-a impresionat cel mai mult pe călătorii antici în Mesopotamia erau dimensiunile gigantice ale construcțiilor. S-au construit palate înconjurate de ziduri de apărare, intrarea făcându-se pe rampe, dar interiorul cetății oferea toate condițiile de trai (apă, hrană).
Ca inovație, mesopotamienii au realizat palatul tip zigurat ce avea formă de piramidă dar în trepte, unde la ultimul etaj se afla un observator, treptele fiind colorate în diferite tonuri. Numărul treptelor varia între 3-7.
În ceea ce privește sculptura, s-au creat ronde-bosse și basorelief, statui cu figuri ale regilor, sculpturi cu teme de război, stilizări naive, dar cu valențe pshihologice (ofereau privitorului o stare de meditație). Dintre basoreliefuri cele mai reprezentative pentru perioada apogeului asirian sunt „Assurbanipal la vânătoare” și „Leoaica rănită”.
În pictură se atinge apogeul prin inventarea mozaicului. O formă originală de mozaic era cel făcut din cuie de argilă arsă înfipte în zid sau în tencuială - conuri cu capete smălțuite, roșii, albe, negre, fiind o invenție sumeriană.

## Condiții istorico-geografice

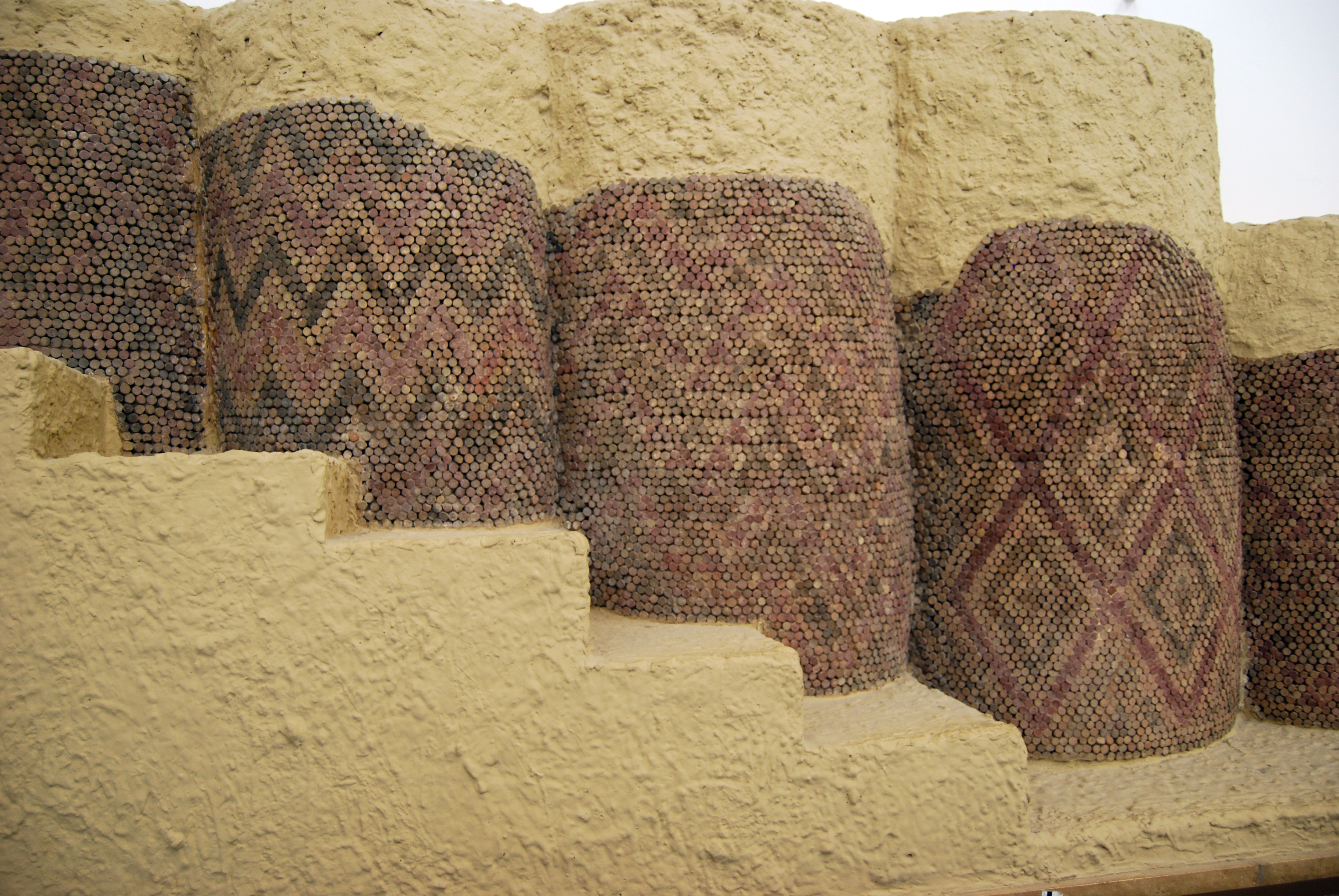
O reconstrucție a unui detaliu al curții templului zeului Eanna din Uruk (mozaic format din conuri de argilă colorată și din piatră, Epoca sumeriană arhaică, a treia pătrime a mileniului al IV-lea î.e.n.)

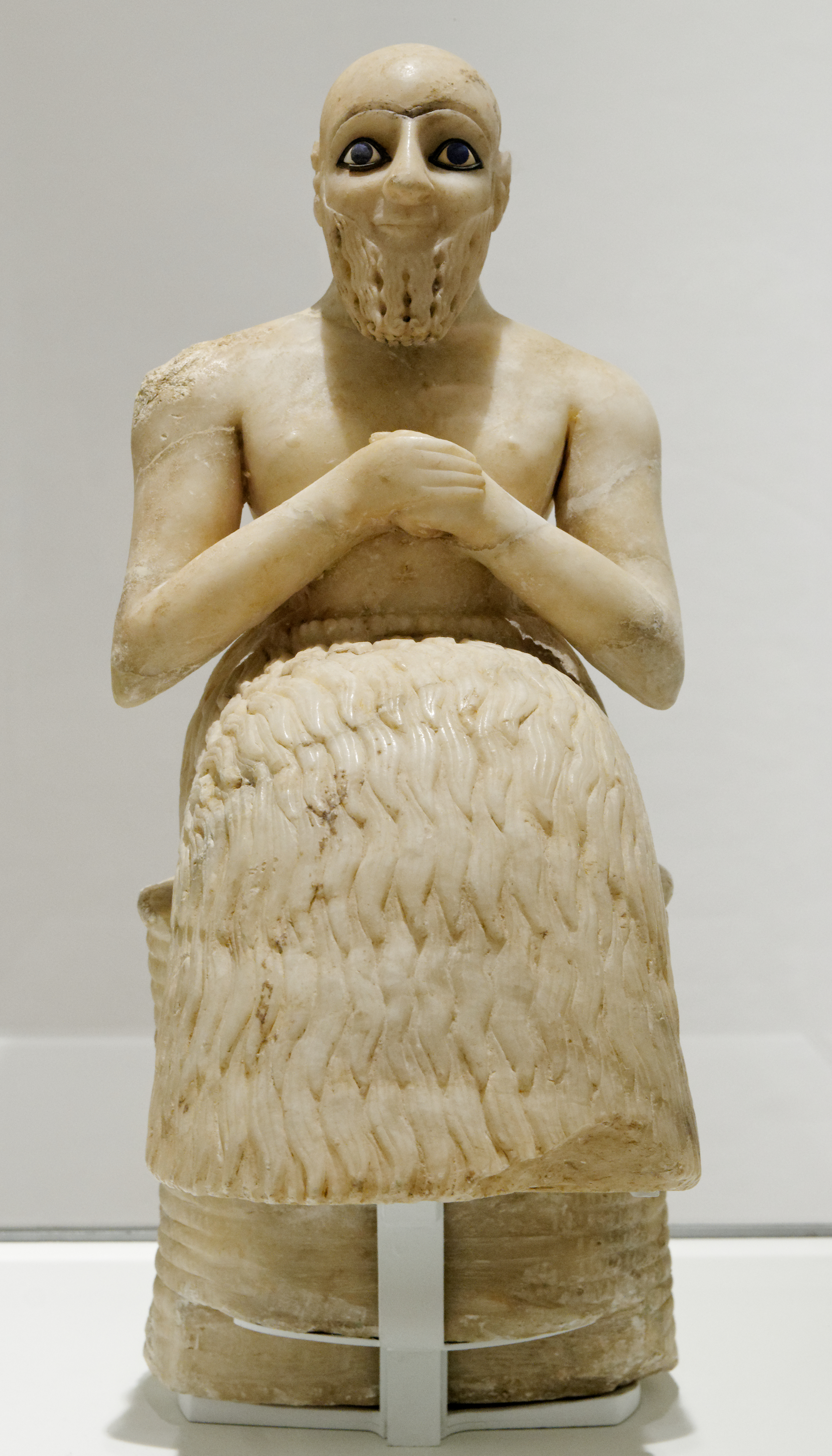
Statuia lui Ebih-Il este făcută din gips și din șist, scoici și din lapis lazuli. Ea se află în prezent în Muzeul Louvre din Paris, Franța.

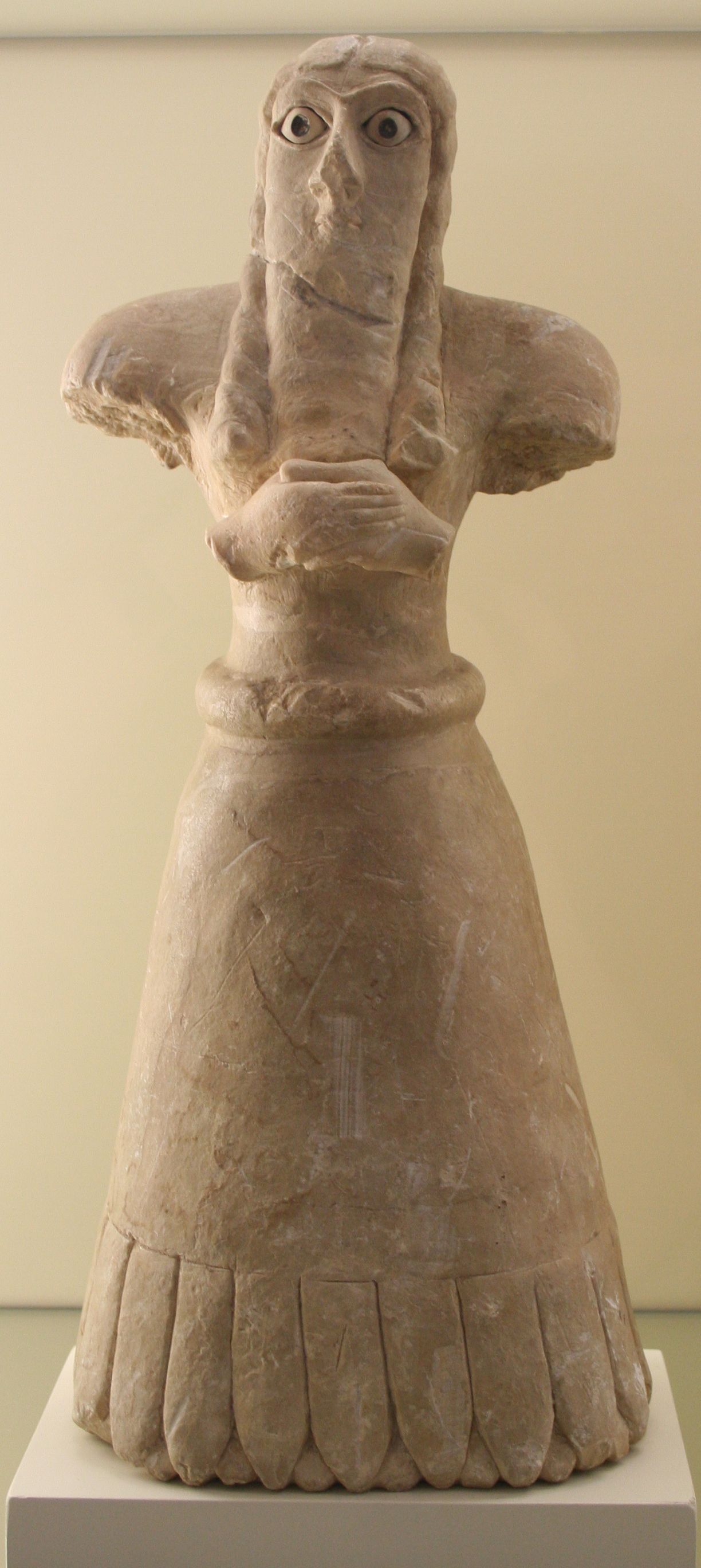
Statuetă sumeriană din Muzeul Vorderasiatisches din Berlin

Mesopotamia, regiunea cuprinsă între Tigru și Eufrat, cunoaște o civilizație contemporană cu cea egipteană, dar, spre deosebire de aceasta, nu beneficiază de condițiile favorabile formării unui stat unitar.
Așezarea sa pe traseul marilor drumuri comerciale dintre Marea Mediterană și regiunea Iranului de astăzi este foarte favorabilă schimburilor comerciale, dar și invaziilor străine atrase de imensele bogății pe care le deține.
Datorită prosperității economice, se dezvoltă câteva orașe-stat precum Ur, Uruk, Lagash ș.a., orașe prin unirea cărora se vor forma temporar state puternice ca Sumerul, Babilonul s.a.
Perioade de înflorire:
- perioada sumero-akkadiană: mileniul al III-lea î.Hr.
- perioada asiriană: maxim de înflorire în secolele IX-VII î.Hr.
- perioada noului Babilon: secolele VII-Vi î.Hr.

## Arta sumero-akkadiană
Orașele Uruk, Akkad, Lagash sunt adevărate focare de cultură.
Arta se dezvoltă în strânsa legatură cu religia politeistă și cu puterea regală, pentru glorificarea ei.

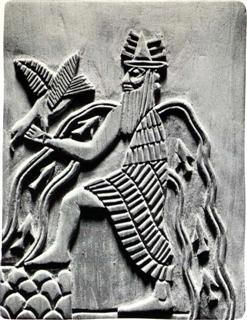
Basorelief reprezentându-l pe zeul sumerian Enki

### Arhitectura
Fiind un popor de războinici, cel mai important tip de construcție creat de sumerieni este palatul-fortăreață.
Acesta este bine apărat de ziduri foarte groase și foarte înalte, fără deschideri, cu terase artificiale și așezate pe înălțimi.
De plan dreptunghiular, palatele sunt construcții complexe prin numărul mare de camere pentru locuit, recepții, dependințe.
Aceste camere sunt așezate în jurul unei curți interioare, centrale, nu au ferestre și sunt acoperite cu tavane drepte și bolți.
În cadrul palatului-fortareață se află:
- templul: format dintr-un vestibul și sanctuar în care se află statuia de cult;
- ziguratul: turn în șapte trepte (etaje suprapuse, terase, scări monumentale) care are la ultimul etaj o capelă pentru slujbele religioase și cercetări astrologice. Fiecare etaj al ziguratului este diferit colorat, conform unei simbolistici mistice.

Palatele, templele și ziguratele erau construite din cărămidă uscată la soare, foarte puțin din piatră și lemn și aceasta deoarece regiunea Tigru - Eufrat era săracă în minerale și păduri.
Decorația acestor construcții este realizată cu cărămidă smălțuită și reliefuri.

### Sculptura
Sculptura este reprezentată de statui și basoreliefuri.
Statuile înfățișează regi și personalități importante ale statului, iar basoreliefurile prezintă o tematică inspirată mai ales din lupte și războaie.
Scenele înfățișeaza victorii dobândite împotriva dușmanilor și, prin aceasta, arta devine o glorificare a statului.
Exemplificări: statuile lui Gudea, Stela vulturilor (o sculptură în piatră ce prezintă o scenă de război a regelui Iannatom care ține în mână o plasă cu prizonieri; imaginea are un caracter documentar datorită prezenței elementelor vestimentare și a armelor), Stela regelui Naram-Sin, Stindardul din Ur.

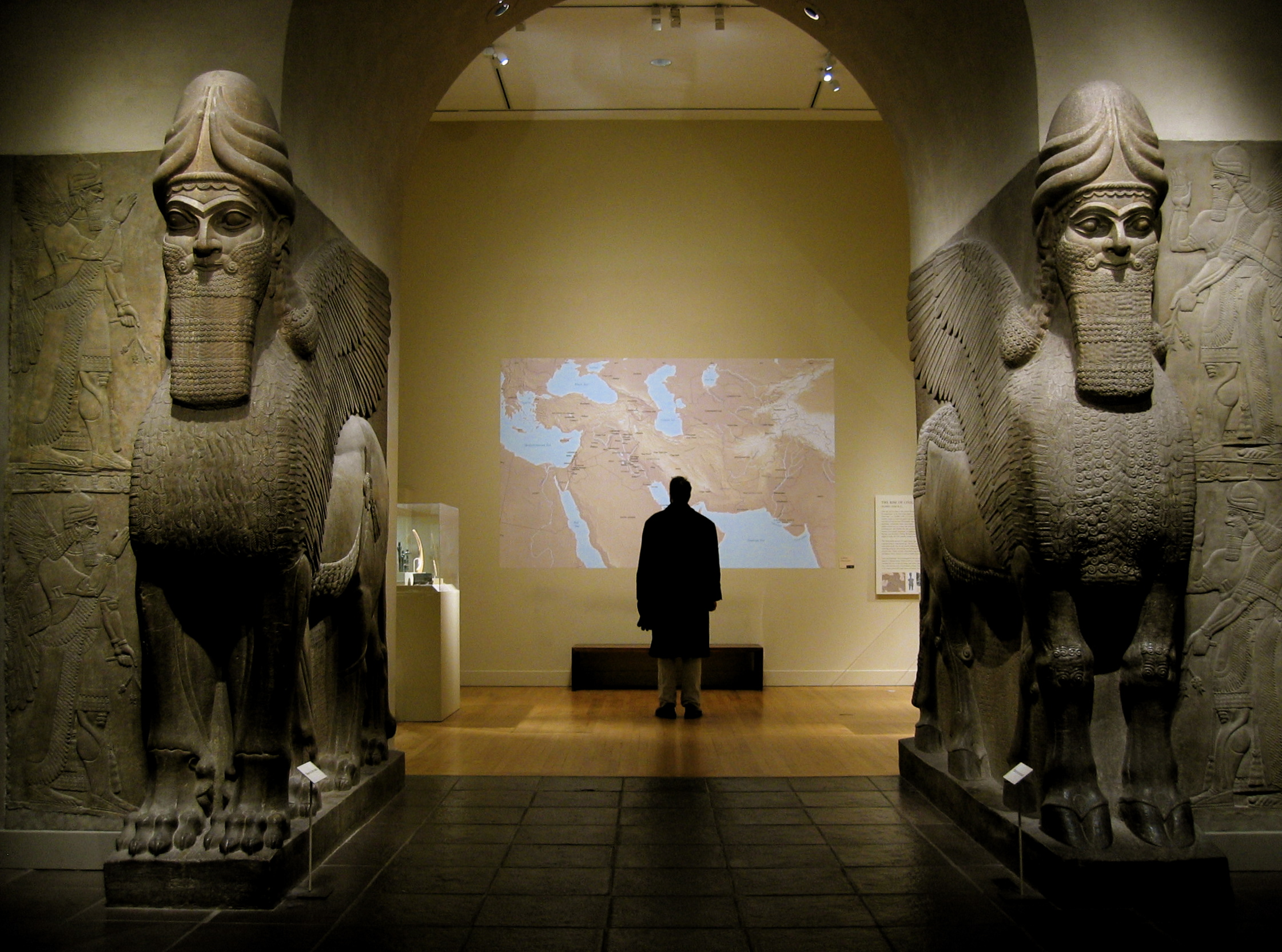
Poarta lui Nimrod, capodoperă a artei asiriene (Metropolitan Museum of Art, New York)

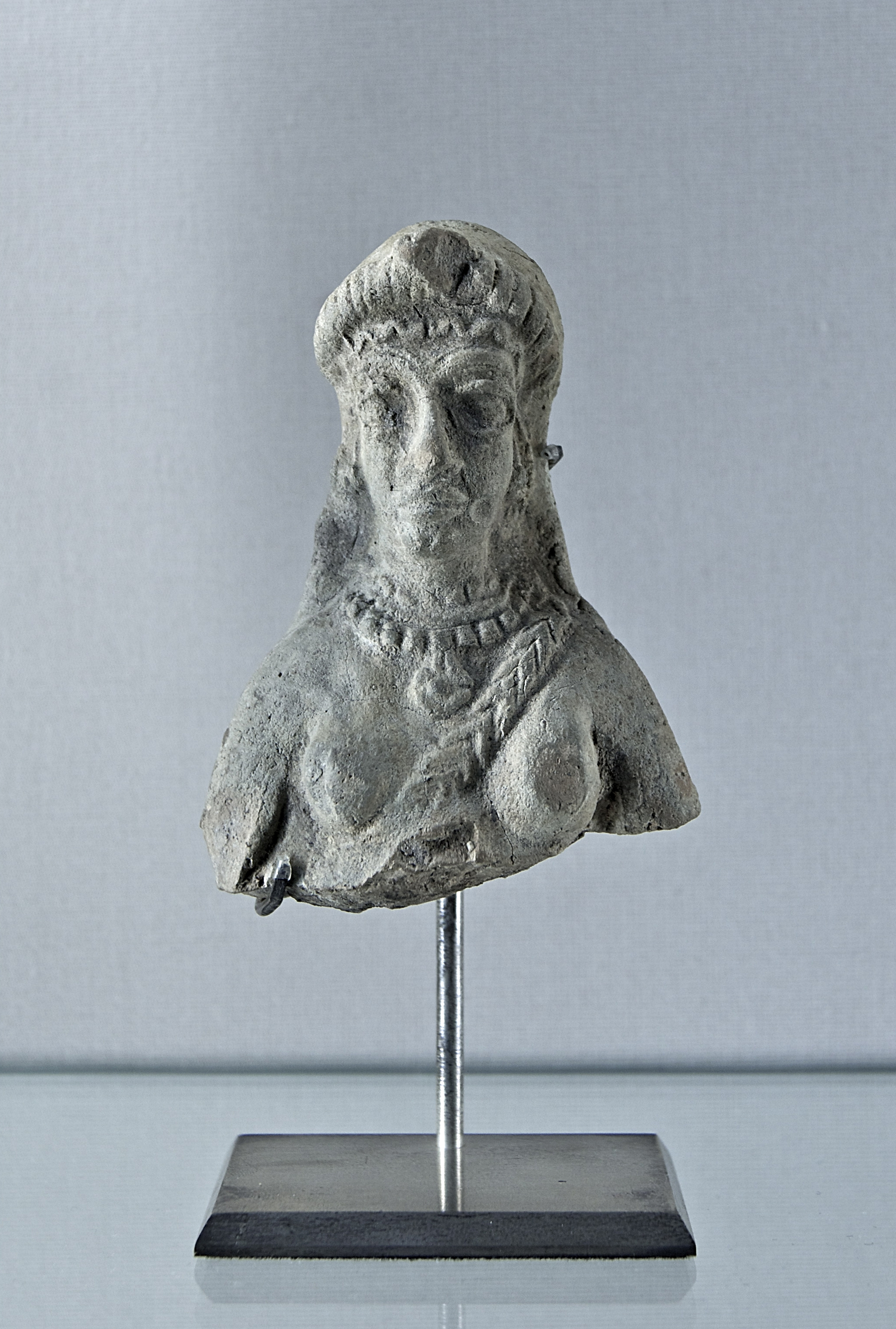
Bust de femeie
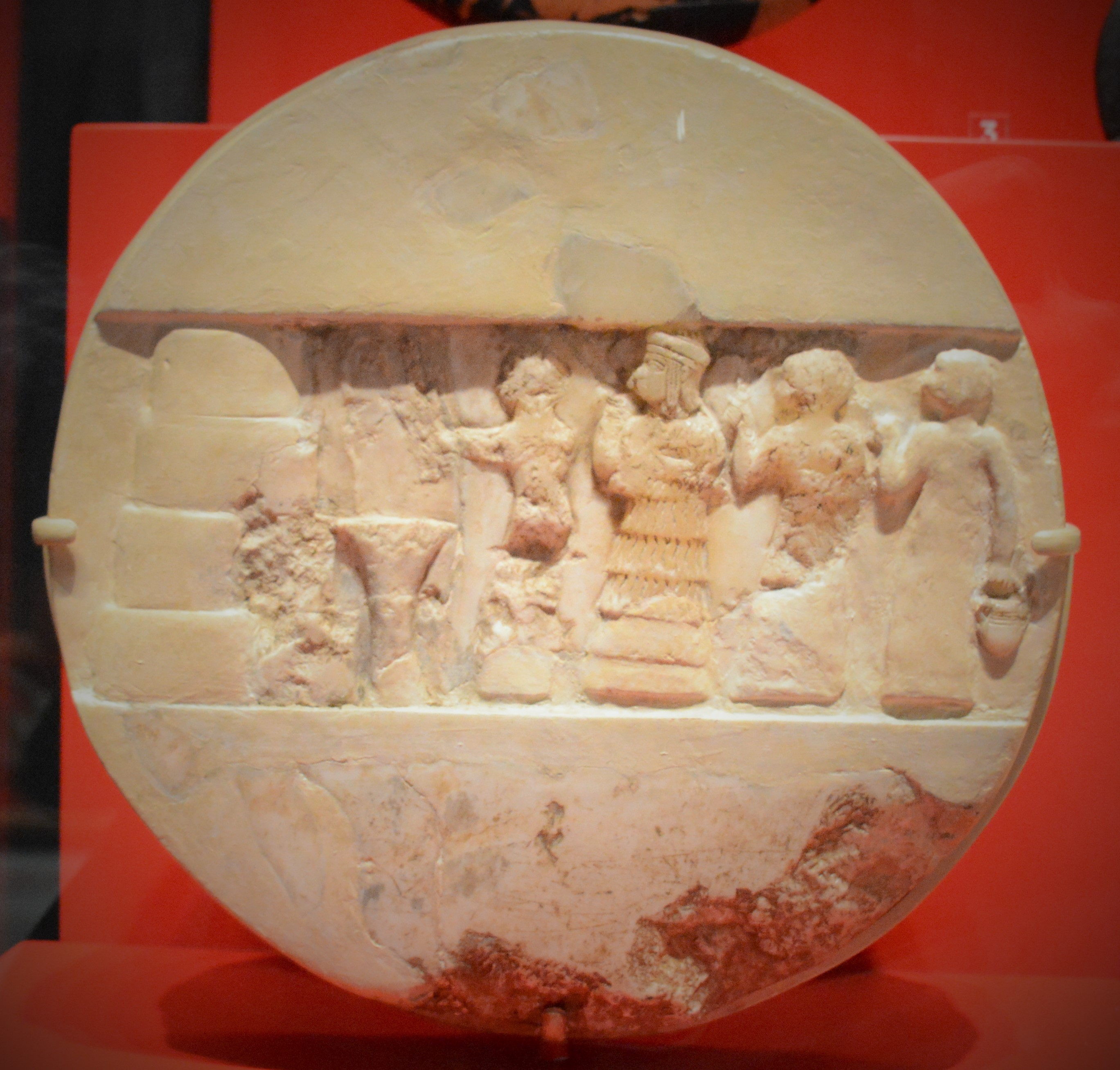
Discul lui Enhedunna
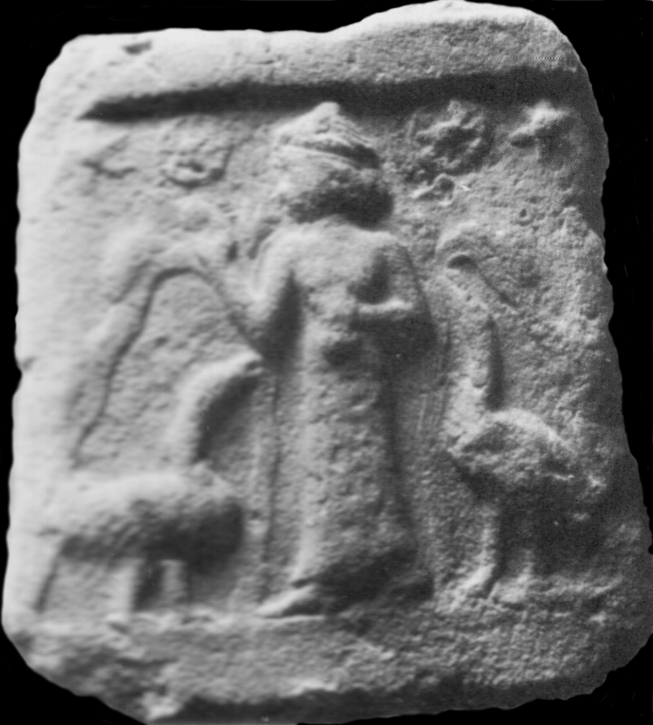
Basorelief ce înfățișează o zeiță ce stă în picioare, posibil Nanshe.
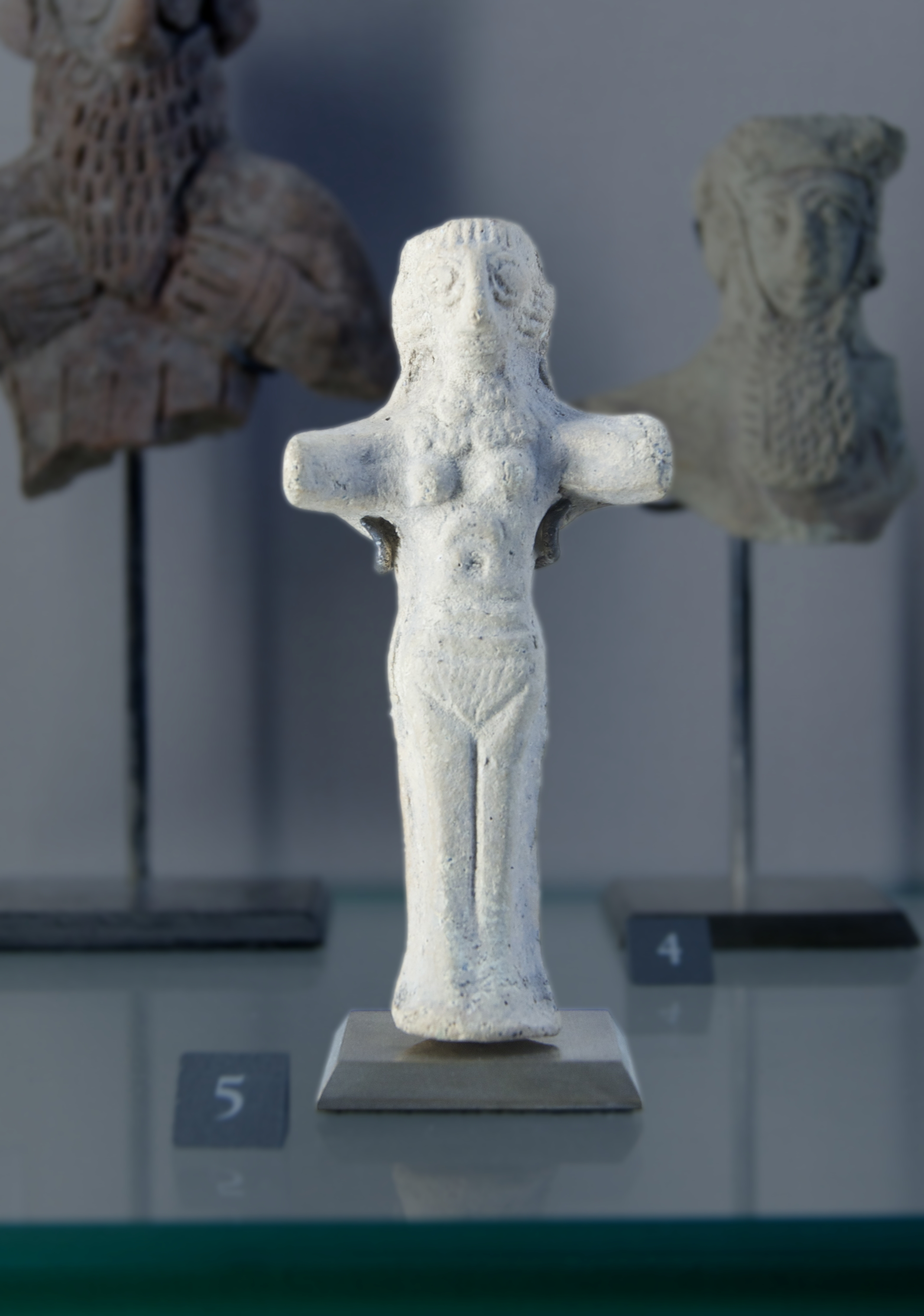
Figurină feminină

### Bijuteriile
Morminte intacte ale unor oameni bogați material sunt rare, deci cele mai multe informații despre ținutele și accesoriile sumerienilor provin din texte sau din artă. Aceste surse ne-au dezvăluit că bărbații sumerieni, purtau rochii confecționate din smocuri de lână, numite kaunakesuri, iar femeile se înfășurau cu robe de lână. Cea mai mare parte a bijuteriilor sumeriene care au supraviețuit timpului sunt din Cimitirul Regal din Ur.

### Opere importante ale artei sumeriene și akkadiene

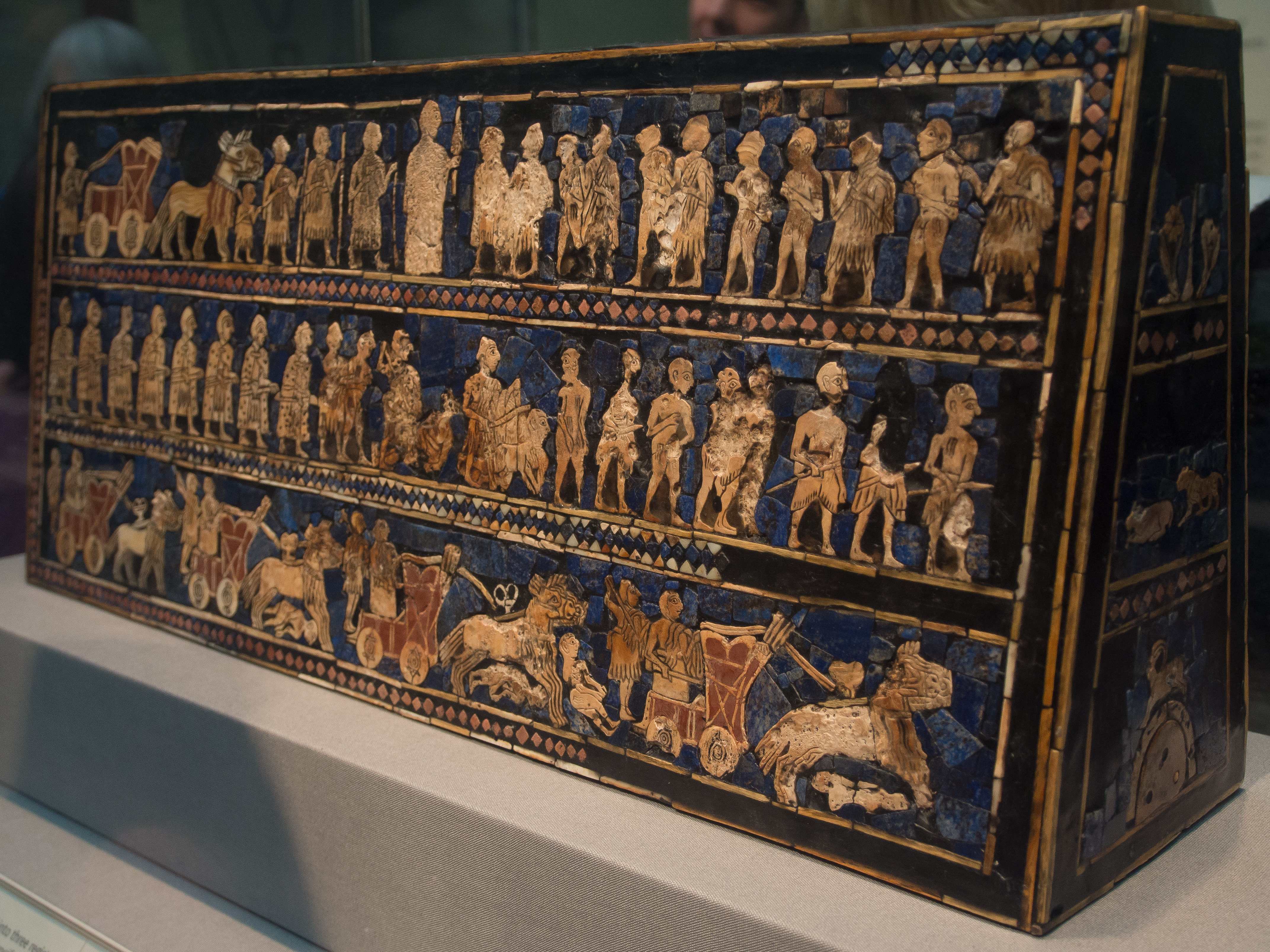
Stindardul Urului
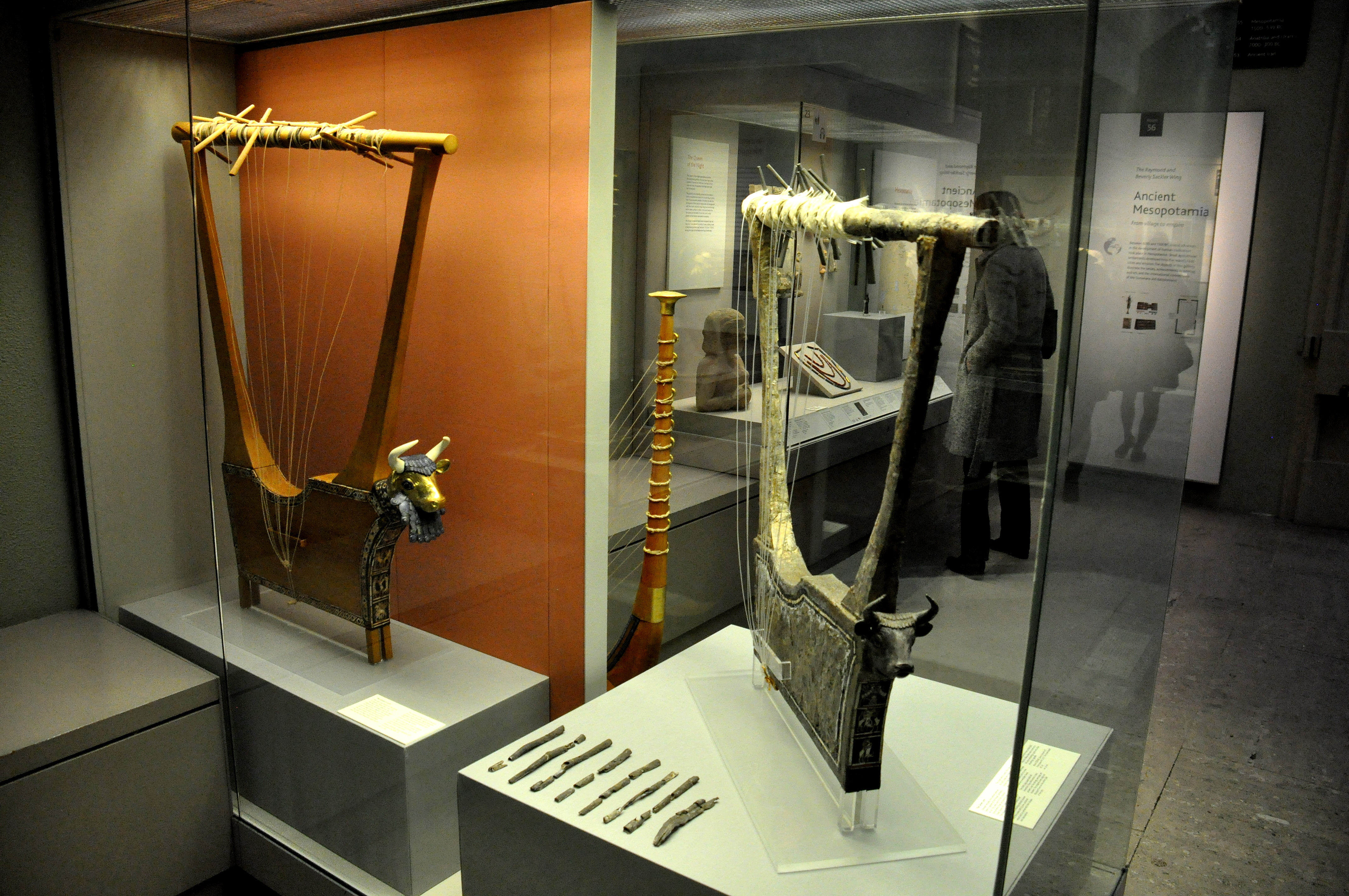
Lirele de Ur
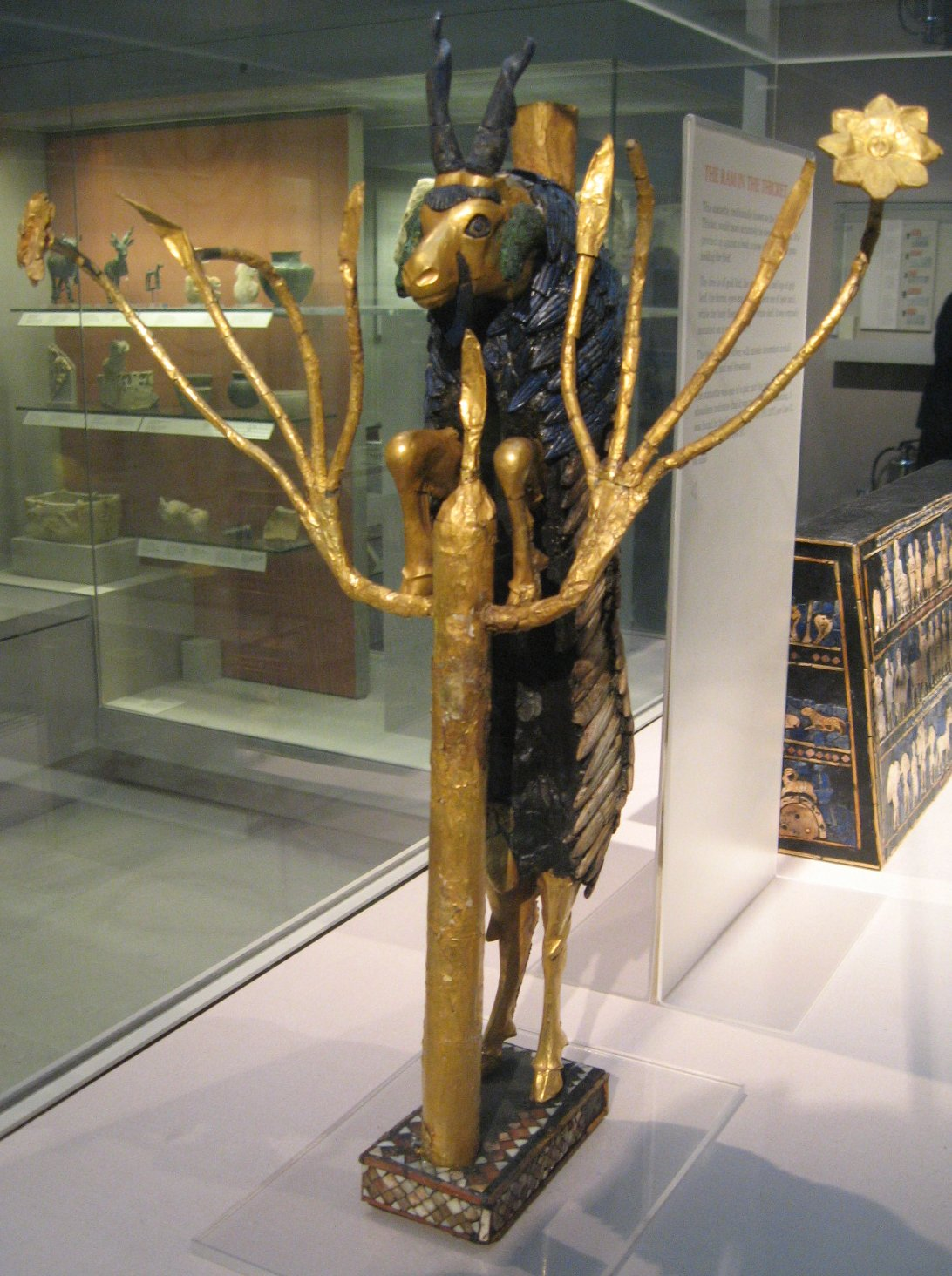
Berbecii dintr-un tufiș
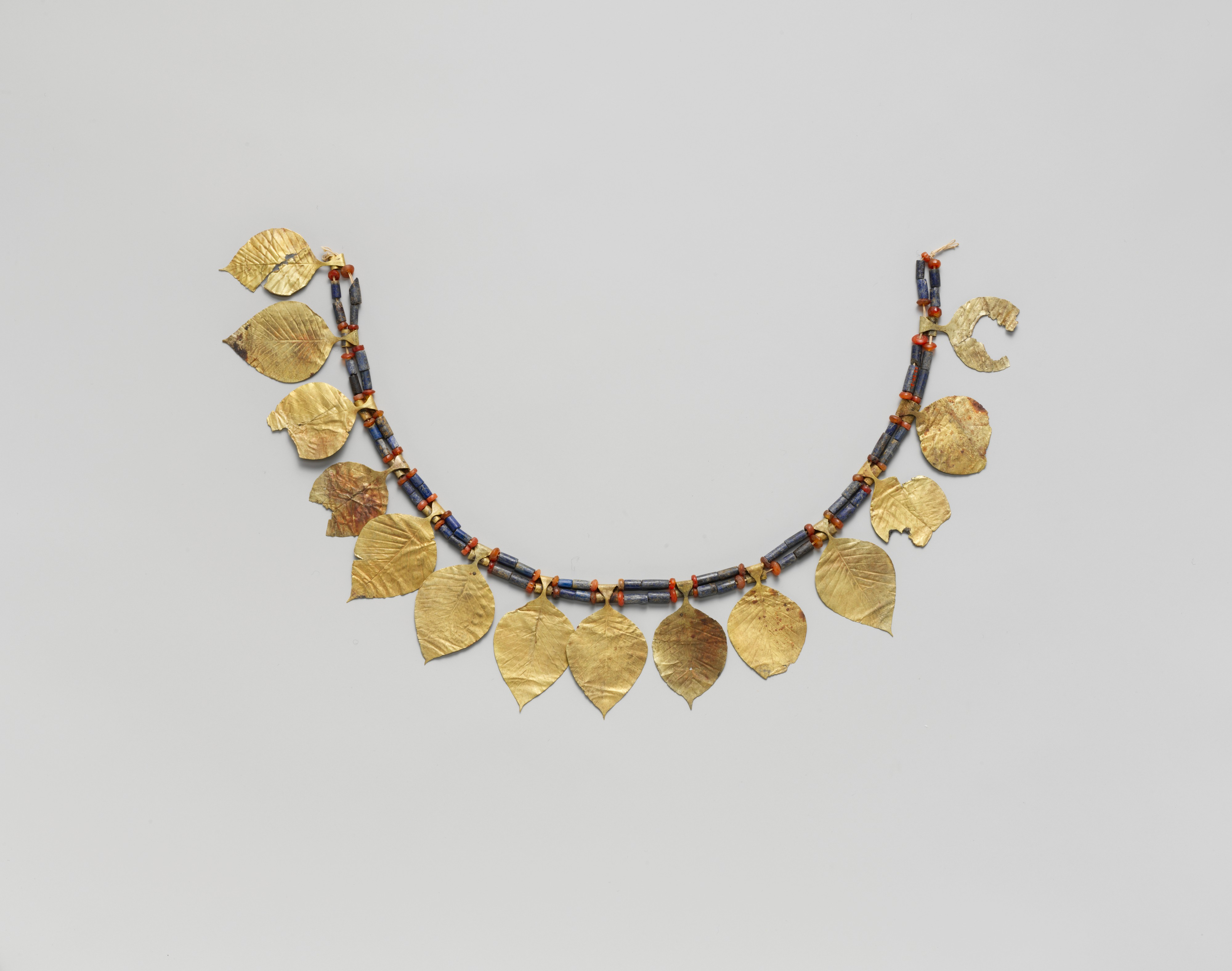
Colierul sumerian cu frunze de la Metropolitan Museum of Art
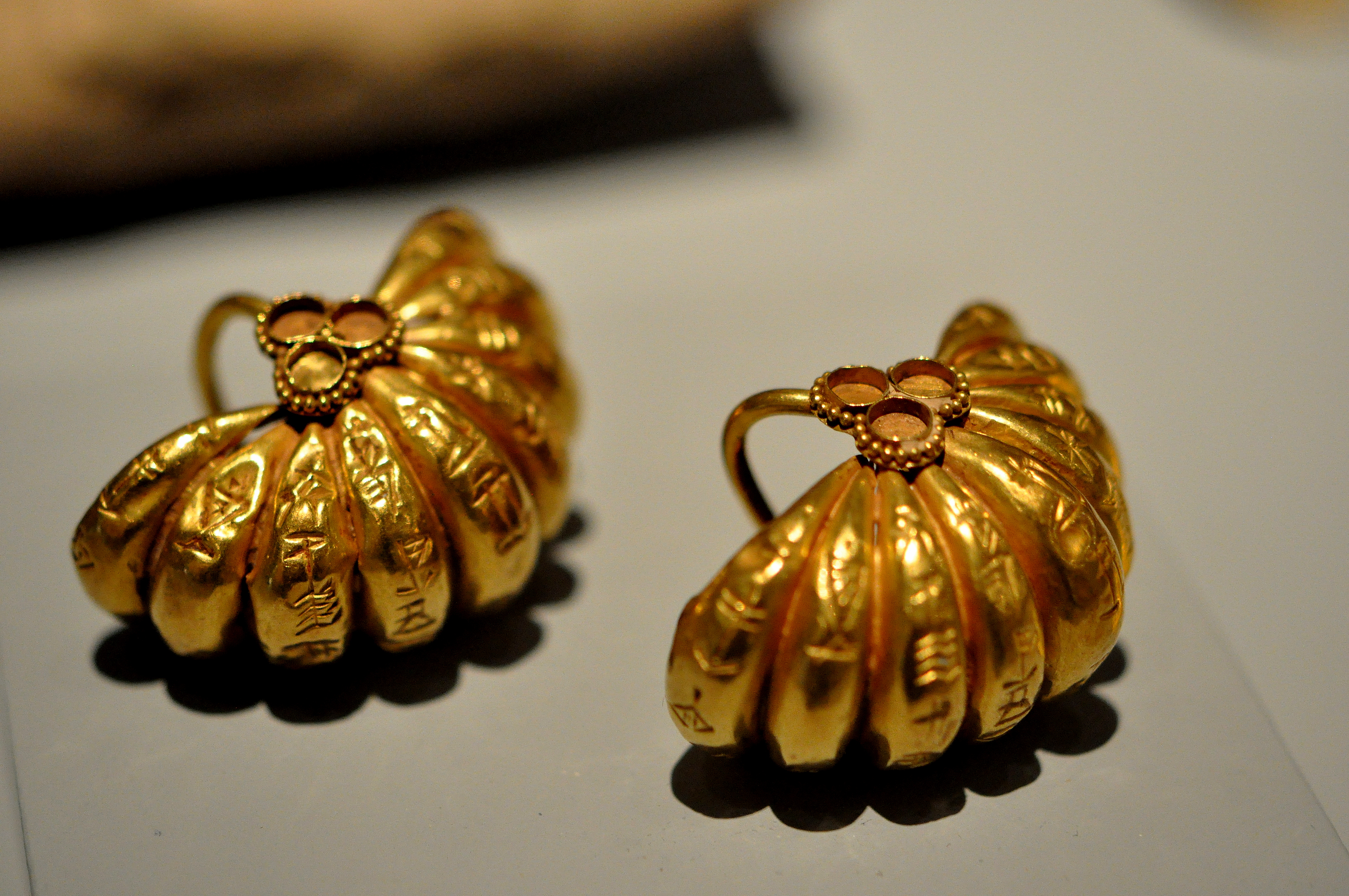
Cercei sumerieni cu inscipții cuneiforme. Acești cercei sunt un exemplu extrem rar de inscripție cuneiformă în metal, acestea fiind cel mai des în lut.
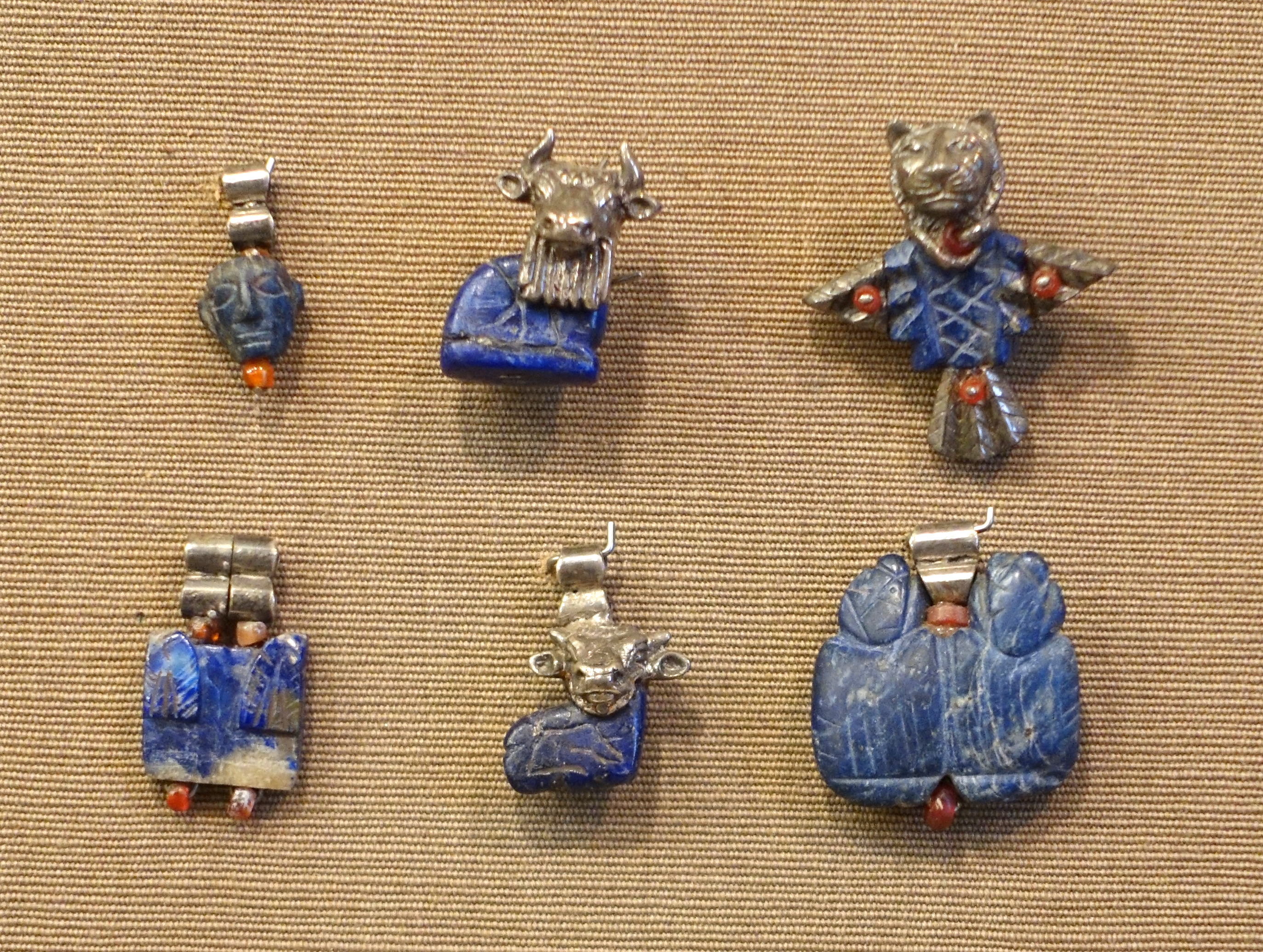
Pendante sumeriene de la Tell Asmar din circa 2900 î.e.n. - 2350 î.e.n., confecționate din lapis lazuli, argint și carneol
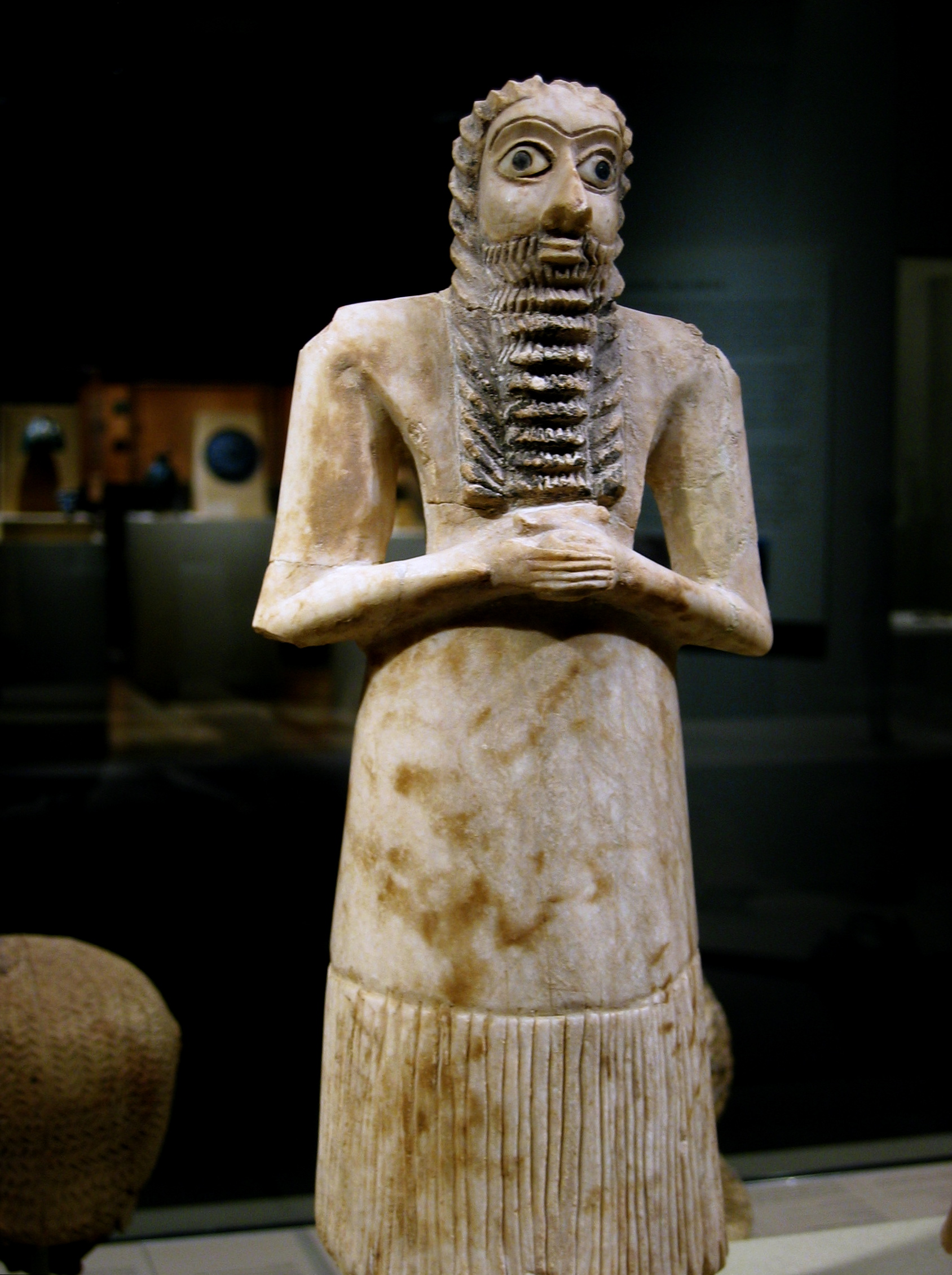
Figurină sumeriană de la Tell Asmar, făcând parte din grupul celor 12 statui descoperite la Tell Asmar
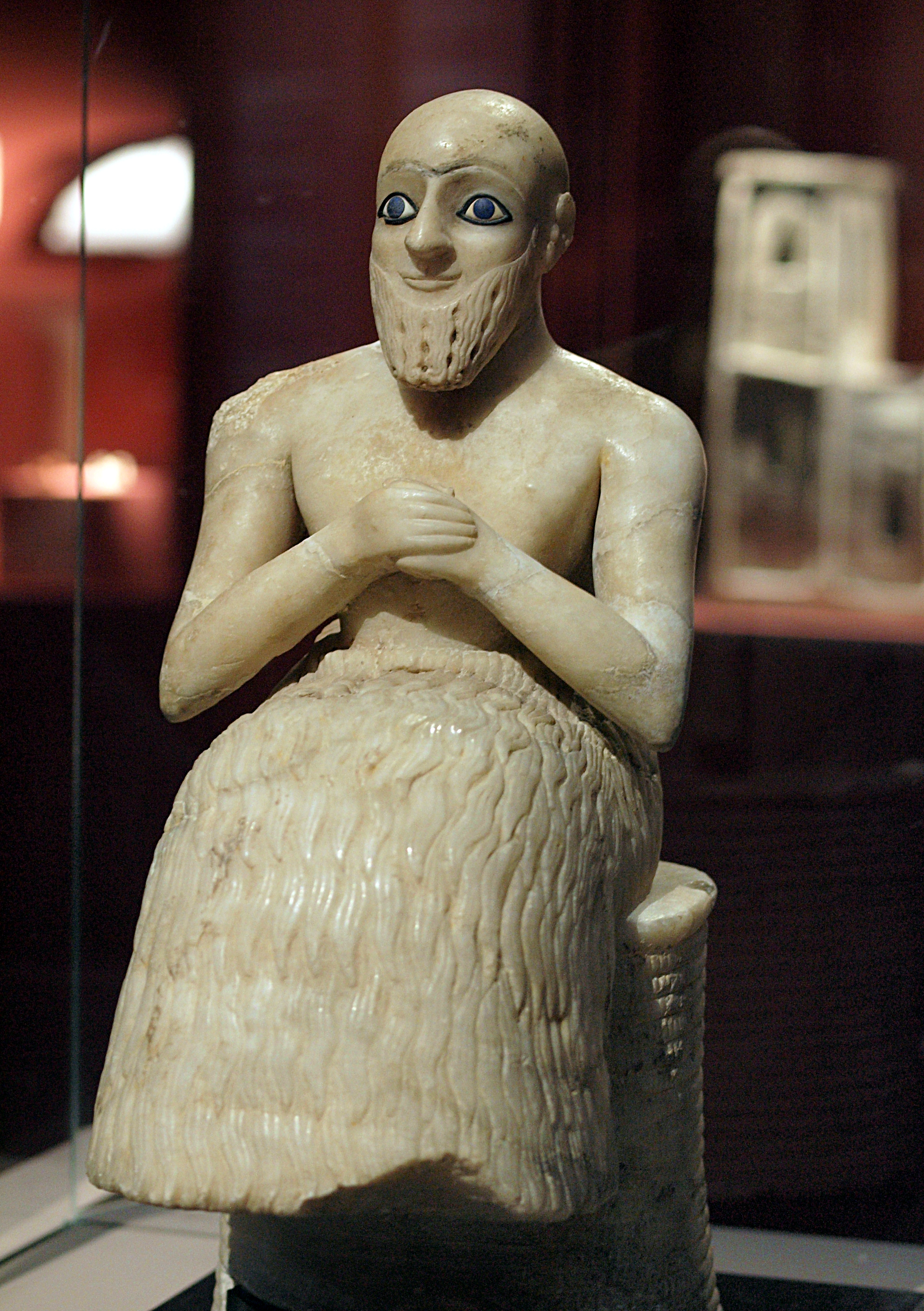
Statuia lui Ebih-Il
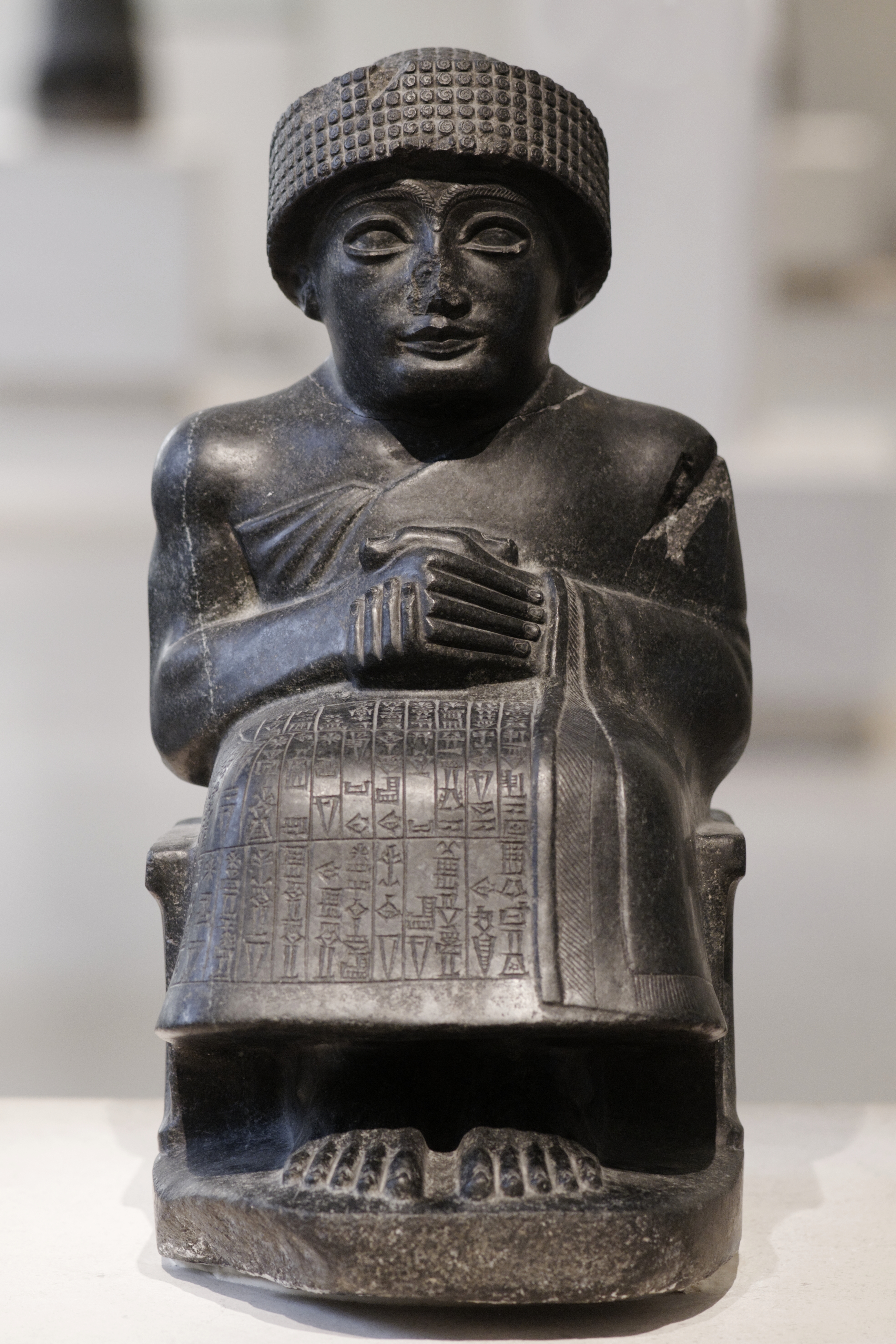
Una dintre statuile de diorit ce îl înfățișează pe Gudea din Lagaș, aceasta fiind expusă la Muzeul Luvru din Paris, Franța
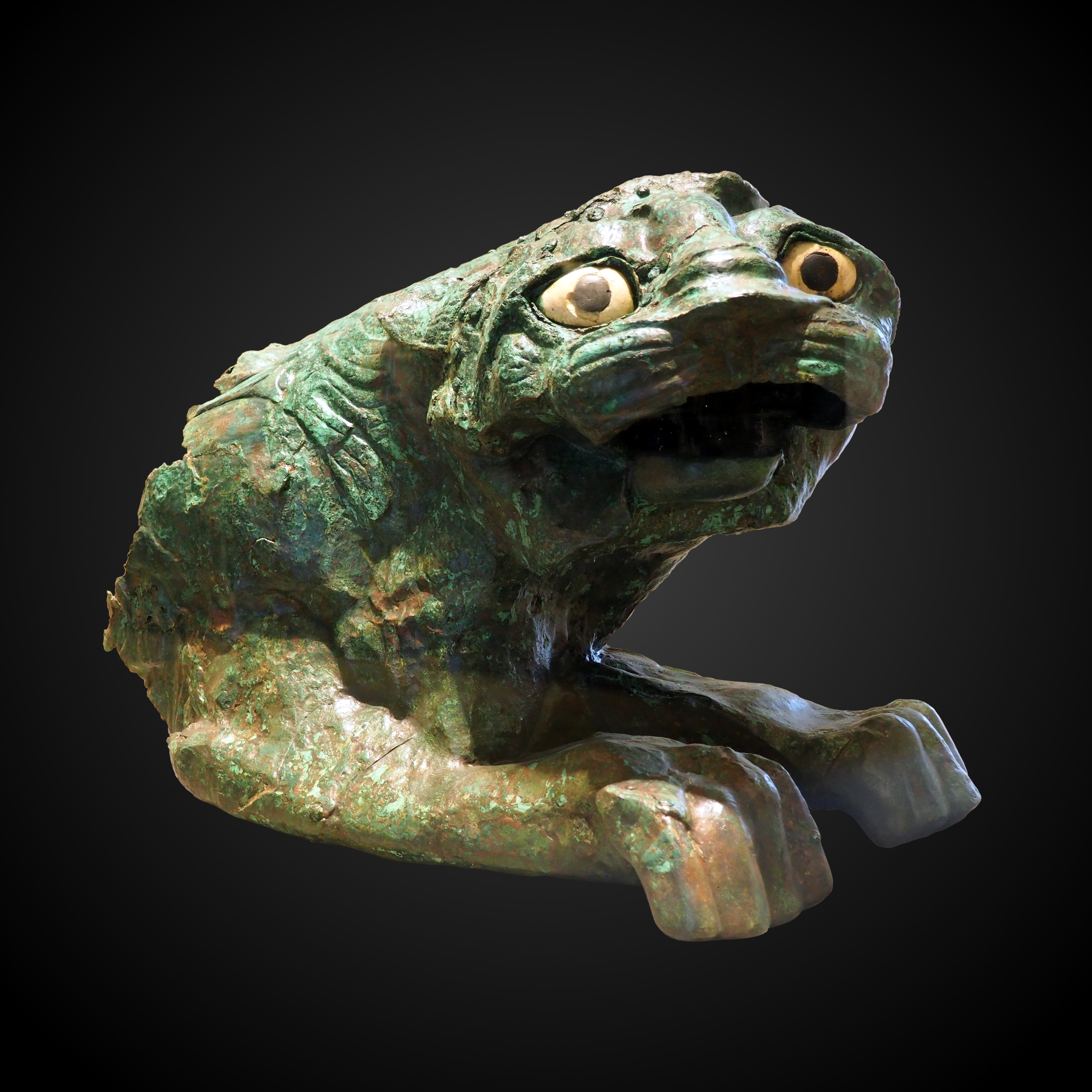
Leul din Mari
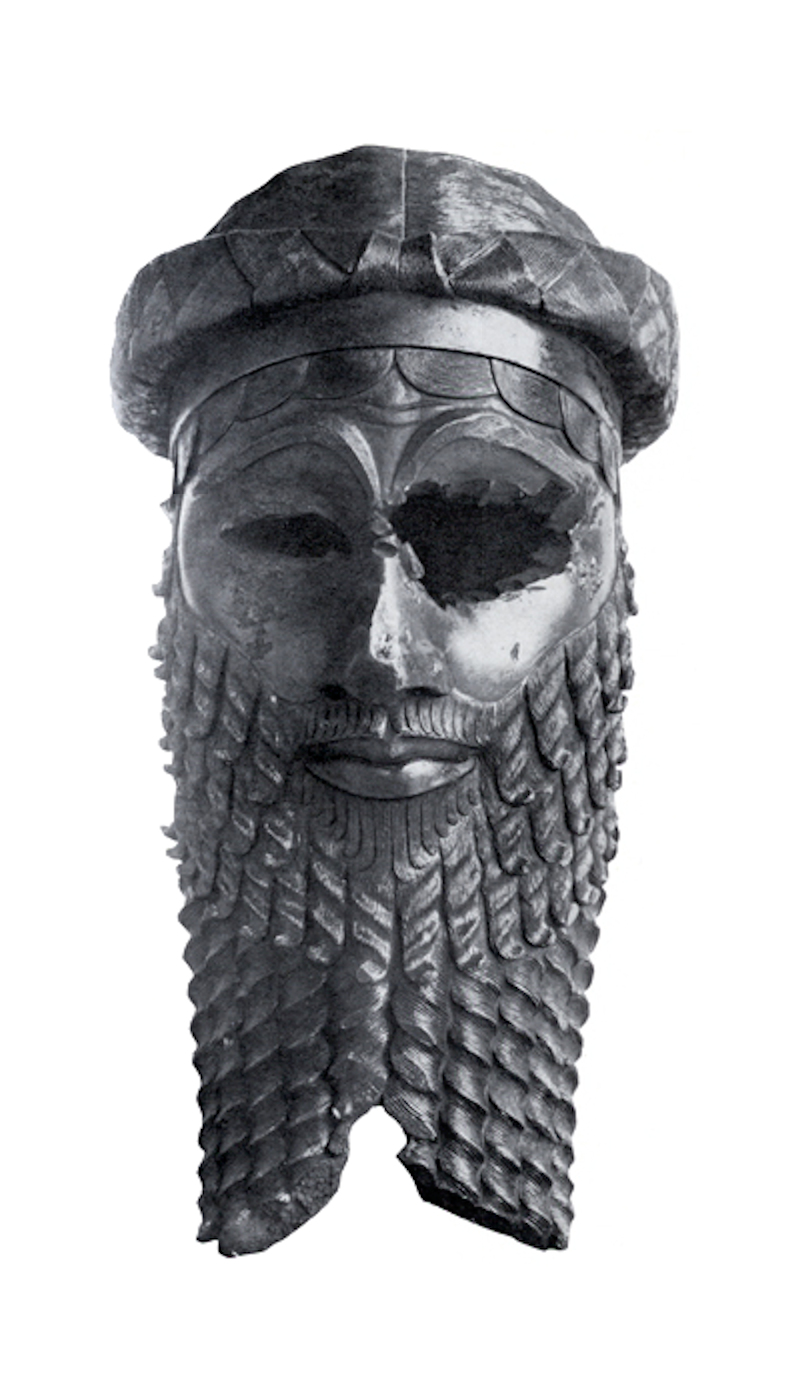
Capul lui Sargon I
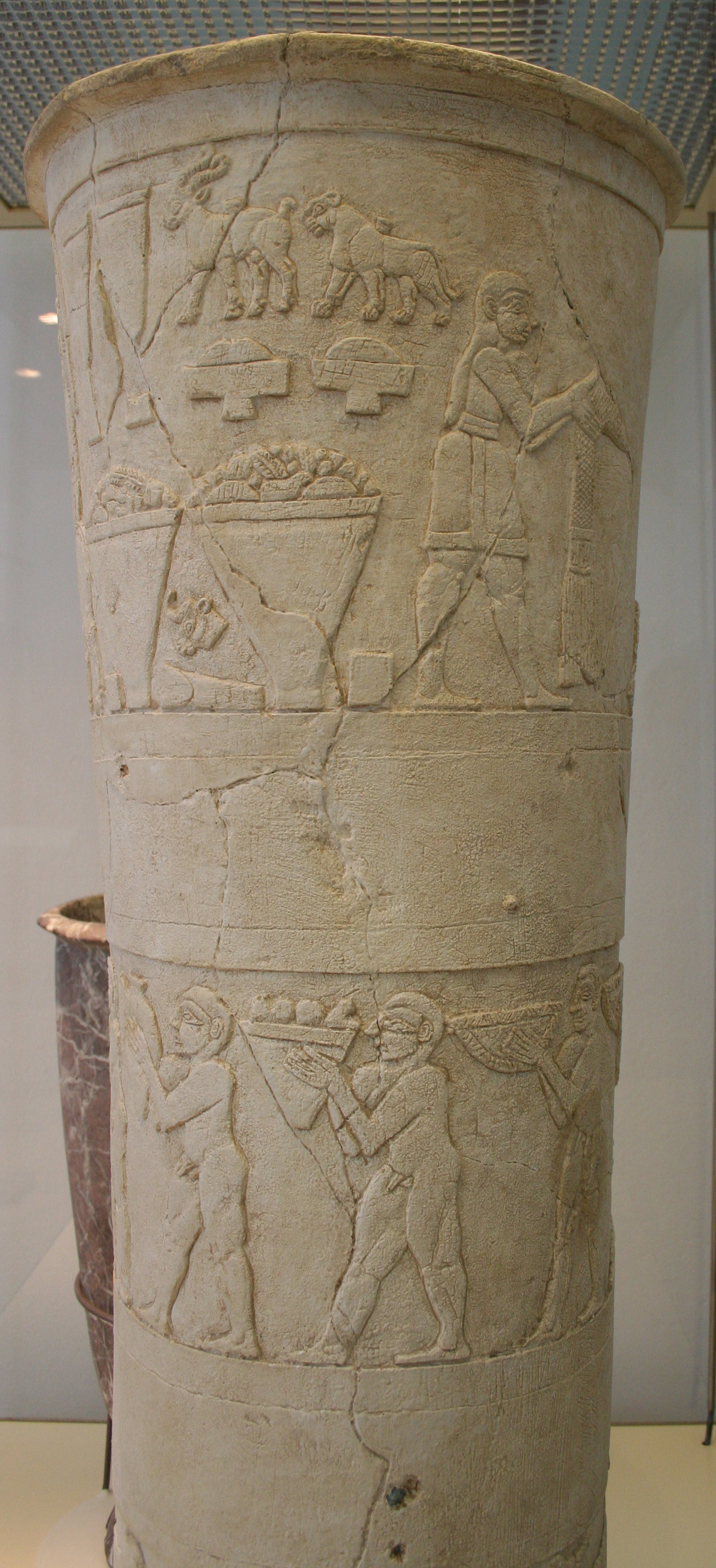
Vasul Warka de la Uruk
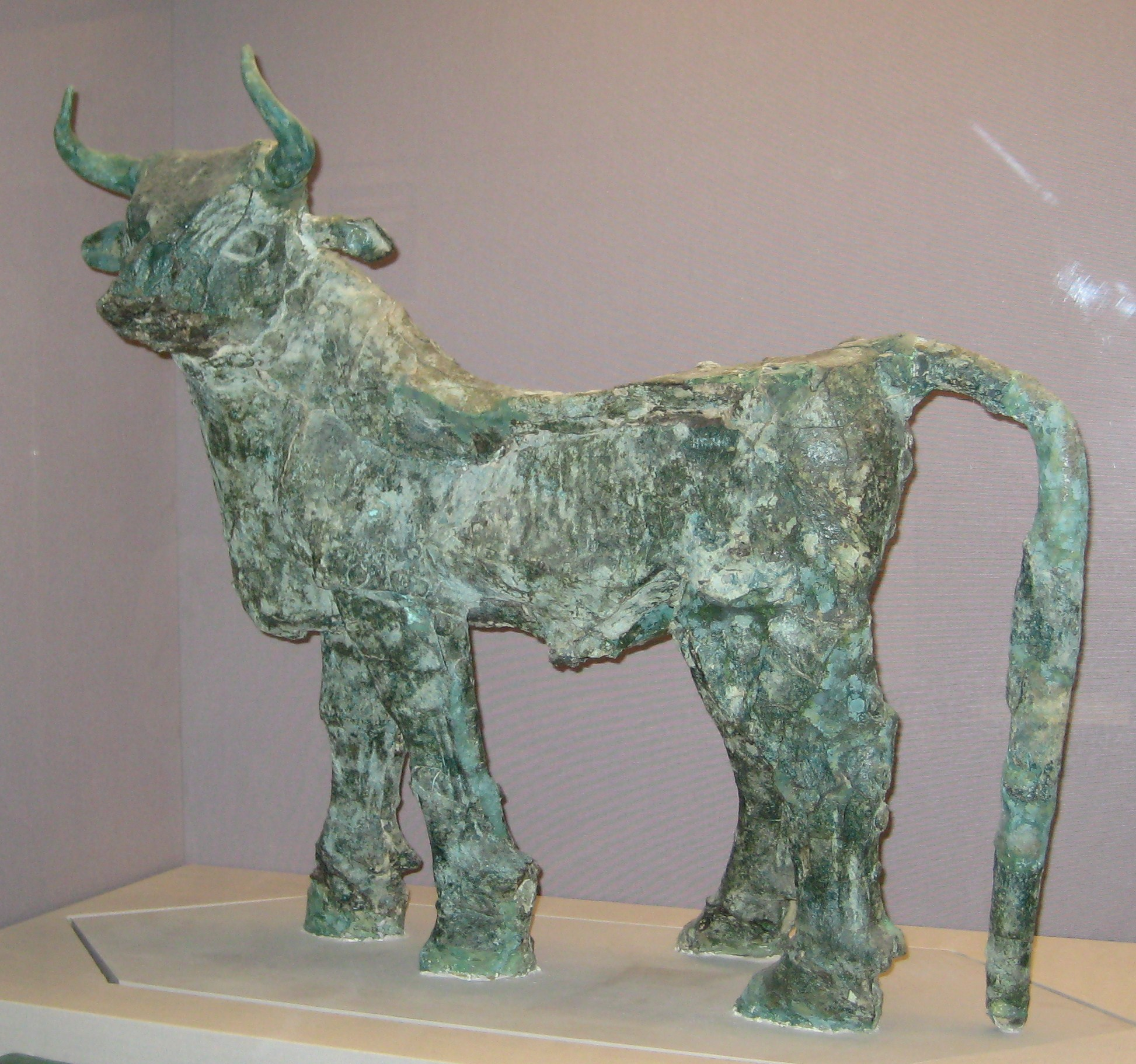
Taurul de Cupru
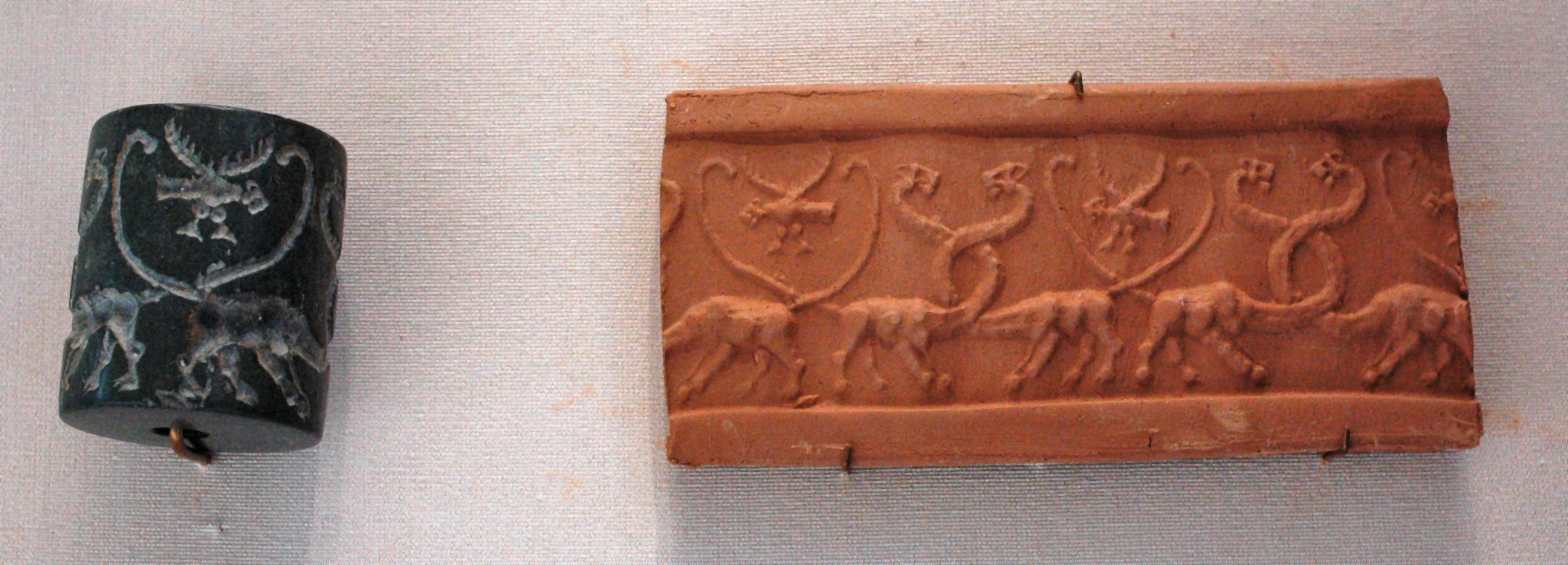
Cilindru de la Uruk, expus în Muzeul Luvru din Paris, Franța
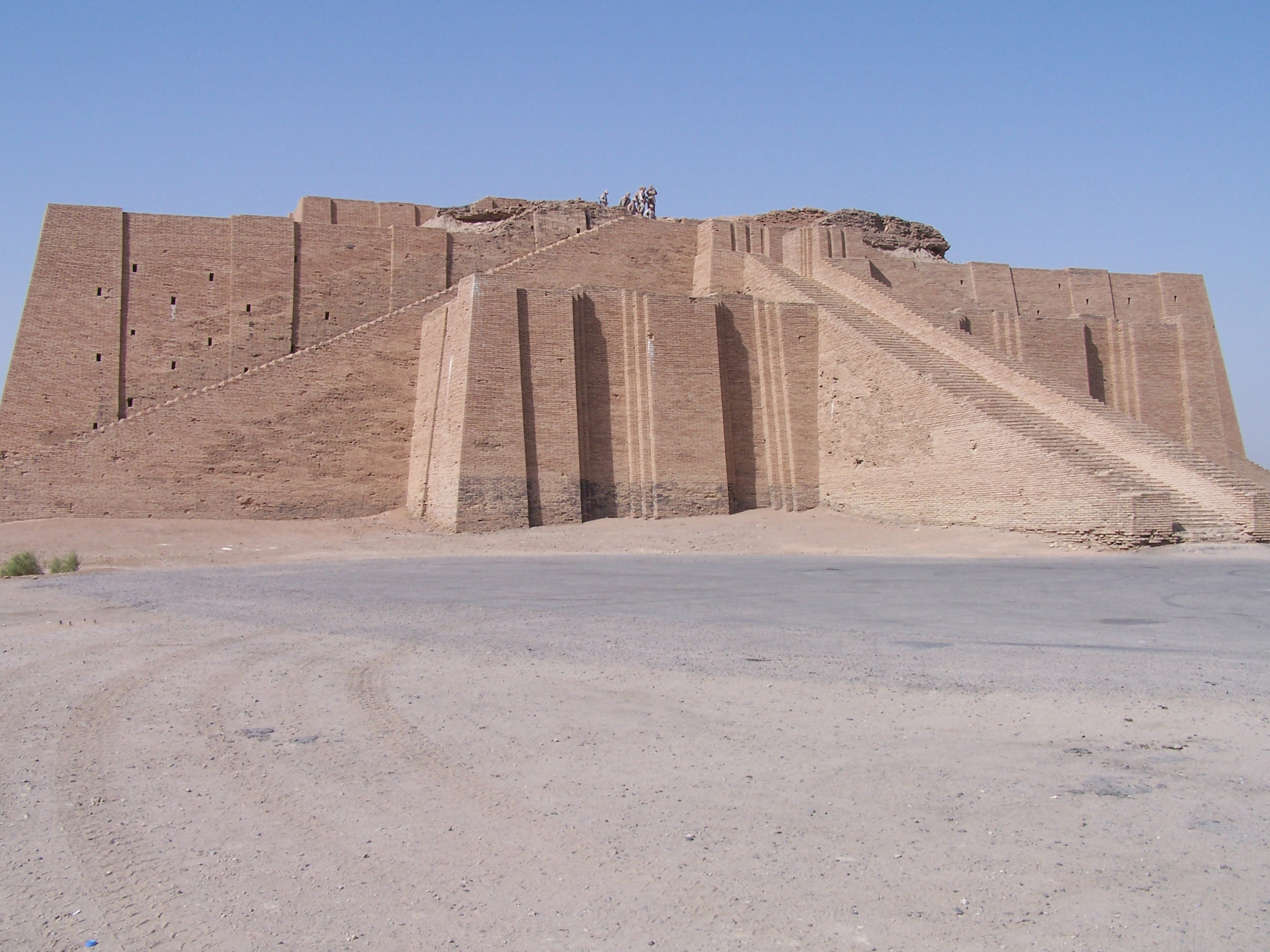
Ziguratul Urului
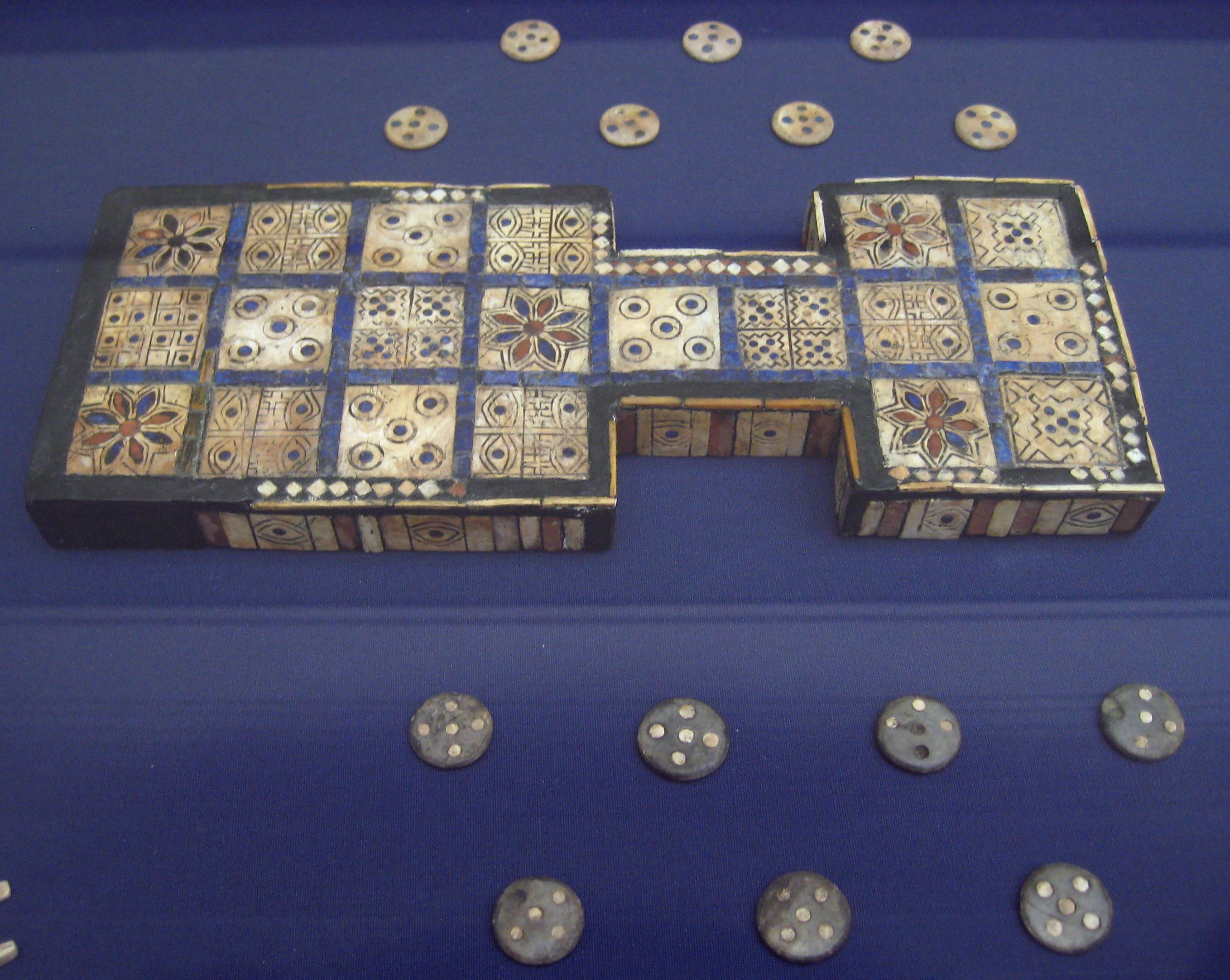
Jocul Regal din Ur

## Arta asiriană
Această artă se dezvoltă în orașe importante ca Assur și Ninive.
Datorită expansiunii asirienilor, în arta lor se regăsesc certe influențe sumero-akkadiene și babiloniene.

### Arhitectura
Cea mai importantă construcție este palatul, un edificiu impunător ridicat pe terase artificiale înalte.
Aceste palate se întindeau pe suprafețe mari și aveau porți de intrare impozante, scări monumentale, turnuri și creneluri.
Turnurile erau decorate în relief, cu figuri uriașe de animale reale sau fantastice.
Între zidurile palatului se aflau numeroase curți interioare deschise, în jurul cărora se grupau camerele de locuit și anexele necesare desfășurării vieții.
În mijlocul palatului se ridică ziguratul pe șapte etaje.

### Sculptura
Sculptura este reprezentată de statui impozante de regi, figuri de animale fantastice de 3-4 m înălțime, cu trupuri de animal, capete de om, aripi și cinci picioare.
În afară de aceste statui, relieful împodobește pereții palatelor, sub forma frizelor.
Ele înfățișează mai ales pe regi pe tron, șiruri de prizonieri, scene de luptă sau vânătoare și zeități înaripate.
Exemplificări: Statuia regelui Assurnasirpal II, Assurbanipal la vânătoare, Leoaica rănită, Leu agonizând.

## Arta babiloniană

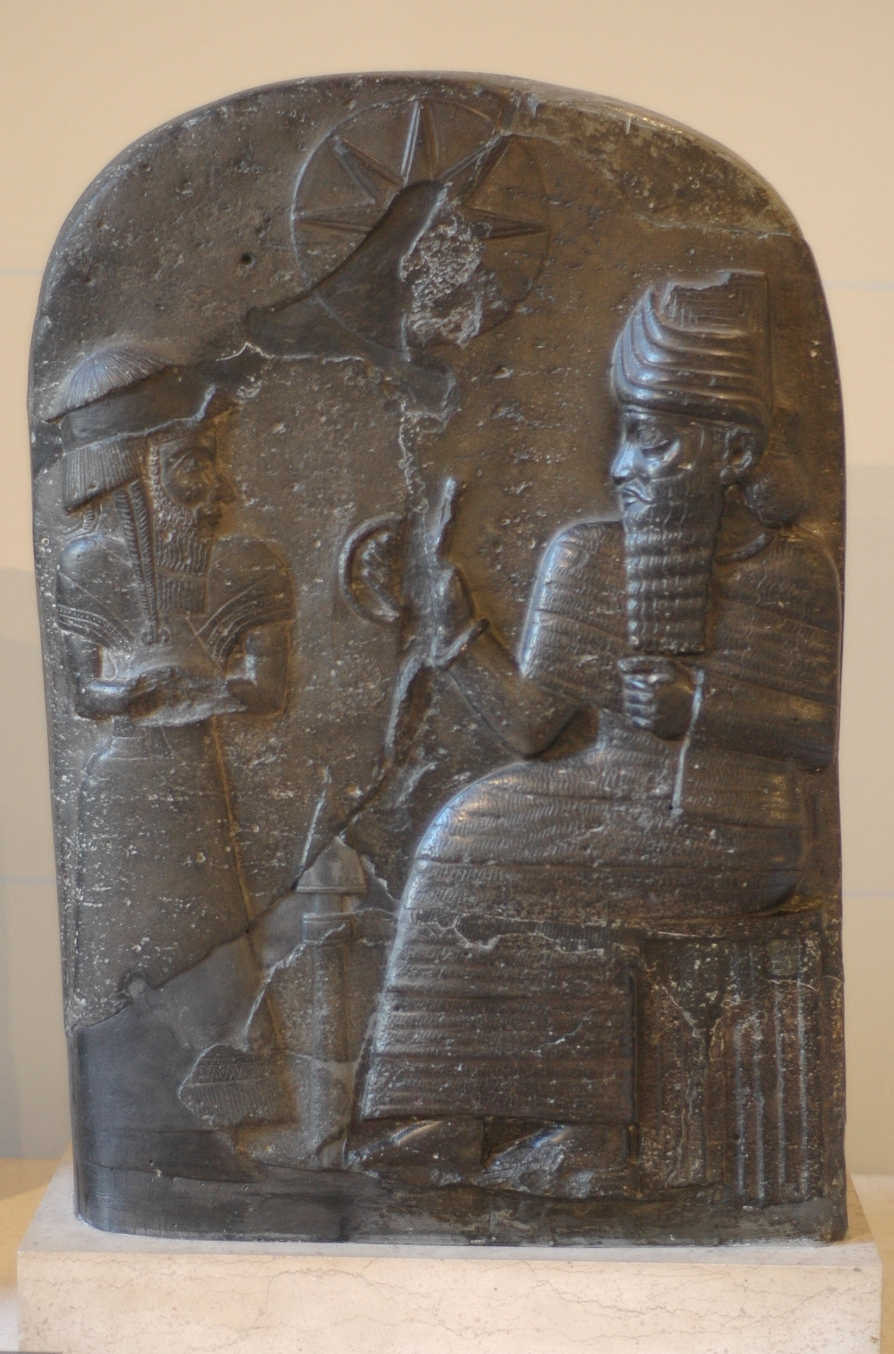
Stelă babiloniană executată în bazalt, (secolul al XII-lea î.Hr.), Muzeul Luvru

Civilizația babiloniană cunoaște o mare dezvoltare, în strânsă legătură cu Babilonul care devine - începând cu mileniul al II-lea î.Hr. - cel mai puternic oraș comercial și militar, regii babilonieni supunând întreaga Mesopotamie.
Babilonul va acumula bogății imense care vor duce la dezvoltarea unei vieți luxoase și la înflorirea artei.
Arta babiloniană se dezvolta în două etape:
- arta Vechiului Babilon: secolele XVIII-XV î.Hr.
- arta Noului Babilon: secolele VII-VI î.Hr.

### Arhitectura
Cea mai importantă construcție este palatul-fortăreață, bogat decorat cu cărămizi smălțuite policrome sau cu reliefuri din același material.
Motivele decorative erau animaliere, florale sau geometrice.
Deși orașul a fost distrus de nenumărate ori, el a fost reconstruit de către Nabucodonosor al II-lea care a refăcut vechile fortificații, adăugând în fața lor, la intrare, Poarte zeiței Iștar din cărămidă arsă și smălțuită.
Tot în acea epocă au fost realizate celebrele Grădini suspendate ale Semiramidei și Templul lui Marduk (sau Turnul Babilonului).
Templele și palatele babiloniene erau construcții masive susținute de contraforturi și prevăzute cu sisteme de drenare a apei provenită din precipitații.
În orașul Ur s-au descoperit vestigiile unui asemenea sistem de drenaj construit din plumb.
Alte elemente constructive de susținere erau pilaștrii și coloanele.
Acestea, ca și pereții, erau frumos ornamentate cu culori strălucitoare și uneori placate cu aur sau zinc.